# Oshima (Kagoshima)
Ōshima (大島郡, Ōshima-gun)  is een district van de prefectuur Kagoshima in Japan.
Op 1 april 2008 had het district een geschatte bevolking van 73.256   inwoners en een bevolkingsdichtheid van 78,4  inwoners per km². De totale oppervlakte bedraagt 934,08 km².
Het district beslaat de eilanden  Amamioshima, Kakeromajima,  Kikaijima, Okinoerabujima,  Tokunoshima, Ukeshima, Yoronjima en Yoroshima.

## Gemeenten
- Op het eiland Okinoerabujima
  - Wadomari
  - China
- Op het eiland Tokunoshima
  - Amagi
  - Isen
  - Tokunoshima
- Op het eiland Kikaijima
  - Kikai
- Op het eiland Amamioshima
  - Setouchi
  - Tatsugo
  - Uken
  - Yamato
- Op het eiland Yoronjima
  - Yoron

## Fusies
- Op 20 maart 2006  fusioneerde de stad Naze met de gemeenten  Sumiyo en Kasari van het District Oshima tot de nieuwe stad Amami.

Subprefecturen:
Kumage · Oshima

Steden:
Aira · Akune · Amami · Hioki · Ibusuki · Ichikikushikino · Isa · Izumi · Kagoshima (hoofdstad) · Kanoya · Kirishima · Makurazaki · Minamikyushu · Minamisatsuma · Nishinoomote · Satsumasendai · Shibushi · Soo · Tarumizu

Districten:
Aira · Isa · Izumi · Kagoshima · Kimotsuki · Kumage · Soo · Satsuma · Oshima

Gemeenten per district